# S/S O.A. Brodin
S/S O.A. Brodin av Stockholm sänktes av den tyska ubåten U-57 i Nordatlanten den 17 juli 1940. Tre man omkom.

## Historik
Ångaren sjösattes vid Gävle varv den 27 mars 1920 och döptes till S/S O.A. Brodin efter skeppsbyggmästaren och skeppsredaren Olof August Brodin, som byggt ca 170 fartyg och som hade avlidit 1911. Ångaren byggdes för Brodinkoncernens stora flotta och sorterade under rederi AB Tyr i Stockholm. Ett år gammal såldes ångaren till A/S Forende rederi i Oslo och omdöptes till Erato samt gick i amerikansk fart under befäl av kaptenerna H. Kristophersen och R. Hiestad.
1926 återvände hon till Sverige, köpt av Rederi AB Erato i Stockholm. Hon fick behålla namnet Erato med kapten C.D. Lang som befälhavare. 1928 förvärvades aktierna i bolaget av generalkonsul G.E. Sandström i Göteborg och ångaren fick därmed sin hemort i Göteborg. Befälhavare var då bl.a. kapten Ö.F. Öhlén. 1937 blev kapten Öhlén noninterventionskontrollant under det spanska inbördeskriget och omkom 1938 vid den engelska ångaren Farnhams torpedering.
1934 såldes Erato från Göteborg till Rederi AB Kare i Stockholm, med verkställande direktör, skeppsredare Erik Brodin. Samtidigt återfick fartyget sitt dopnamn O.A. Brodin. I september 1936 låg ångaren i San Benito i spanska Guinea Just då fartyget var färdiglastat utbröt en revolt i San Benito och vice guvernören samt ett 50-tal nationalister tog sin tillflykt till O.A. Brodin, som senare landsatte flyktingarna i Duala i Kamerun.
En tysk torped sänkte O.A. Brodin norr om England, söder om England sänktes på samma sätt 1917 föregångaren O.A. Brodin.

## Torpederingen
O.A. Brodin var destinerad till Ridham Dock från St. John's, Newfoundland och fartyget hade kommit över Atlanten och in i de farliga farvattnen runt Orkneyöarna. Den 17 juli träffades fartyget av en torped från den tyska ubåten U-57 som jagade i farvattnen. O.A.Brodin fick omedelbart slagsida och började sjunka. Besättningen gick omedelbart i en av livbåtarna. Förste och tredje styrmannen stannade kvar ombord för att om möjligt finna någon av de tre man som saknades. Några spår av dem kunde inte upptäckas och efter cirka fem minuter återvände livbåten till vraket och tog ombord de båda styrmännen. I ett par timmar uppehöll sig livbåten vid olycksplatsen och sökte förgäves bland däckslasten och vrakspillror efter de tre saknade besättningsmännen. Cirka 20 minuter efter explosionen reste sig O.A. Brodin vertikalt och gled i detta läge ned i djupet på lat N 59 grader 22 minuter long V3 grader 40 minuter. Sedan ångaren sjunkit påträffades även den andra livbåten och en del av besättningen gick över till den. Livbåtarna satte segel och sedan man kommit närmare land sammanträffade de med två trålare, vilka tog de nödställda ombord och förde dem i hamn.